# Даргинская кухня
Традиционная даргинская кухня (дарг. Даргала берклуми) складывалась под воздействием определённых природных условий высокогорья, формы общественных отношений, а также требований религии. Она, фактически, избежала влияний современных технологий, сохранив навыки и приёмы кулинарного мастерства, накопленные многовековой практикой, что может быть привлекательным для туризма. Еду подают в общей посуде, из которой едят все вместе члены семьи. В далёкие времена даргинцы готовили пищу в комнате очага (дарг. павла хъали), там имелись квартальные пекарни (дарг. къватӏла карме), где выпекали чуреки, пироги и чуду. Как и вся кавказская кухня, даргинская кухня «острая», и в ней используется много пряностей, среди которых тмин, чеснок, стручковый перец. 
Как и в дагестанской кухне,  в даргинской кухне  много мяса, в основном, баранины, реже говядины и птицы, свинина исключена согласно пищевым запретам ислама, а также даргинская кухня  включает блюда из мучных и молочных продуктов. Как и во всём исламском мире, в даргинской кухне есть харам (запрещённое) и халяль (разрешённое), животных забивают особым способом. В приготовлении пищи  используют пшеничную, ячменную, просяную, кукурузную, ржаную муку, которую зачастую мелят на ручной мельнице. Тестом занимаются женщины, мясом — мужчины.
В прошлом и ныне в кухне большое место занимает блюдо чуду, даргинцы умеют готовить около 50 его видов. Популярными среди даргинцев блюдами являются хинкал, курзе, плов, супы, шашлыки, соусы. Даргинцы консервируют овощи и фрукты, сушат и коптят мясо, готовят несколько видов сыров.

## Напитки
С давних пор любимым напитком даргинцев является квас и слабоалкогольная буза (дарг. гьаруш).

## Традиционные блюда
Традиционные блюда можно разделить на несколько групп:
- Хинкалы: различаются прежде всего размером, видом муки и способом приготовления теста, так, готовят хинкал не только из пшеничной, но и из кукурузной муки (хӏяжанкӏе хинкӏе), чабанский тонкий хинкал (букӏун хинкӏе). Особенное место в даргинской кухне отведено хинкалу из слоённого теста с приправой уцхо-сунели (ореховой травой)[4]. Бывает хинкал с мясом (дигӏла хинкӏе), хинкал с курдючным салом (хӏа хинкӏе). Хинкал подают со сметаной, кефиром с зеленью и чесноком или томатной пастой с чесноком.
- Мясные блюда: курдючное сало с толокном (хӏали-нукьун), свежая колбаса из внутренностей (хӏалисириссан), сушёная колбаса (рут), жареное мясо (дерцӏиб дигӏбе), шашлык (чӏижликI), сушёное мясо.
- Супы: суп из дроблённого пшеничного зерна (дубхатела нергъ), гороховый суп (хъара нергъ), суп из  сушёной кураги с пшеничной мукой (хъаракка нергъ), суп из фасоли (хӏяжӏлахъарала нергъ).
- Чуду: чуду толстое (бавза чутту), пирог тонкий (букӏу чутту), чуду из трав (кьарла чутту), чуду из творога (нусбела чутту), пирог с начинкой из кукурузной муки (хӏялике мучери). Форму даргинского чуду придают круглую, в середине делают отверстие.
- Даргинский слоённый хлеб
- Урбеч из мёда, семян конопли и абрикосов (считается лечебным)

В даргинской кухне насчитывается более 100 основных блюд.